# Incendio de la discoteca Siete Siete
El incendio de la discoteca Siete Siete fue un suceso acontecido el 6 de octubre de 1996 en la citada discoteca de Valladolid, España. Fallecieron cuatro personas.

## Desarrollo de los hechos
La discoteca Siete Siete, situada en el n.º 34 de la calle de la Rondilla de Santa Teresa, en el barrio de La Rondilla, era conocida por abrir hasta altas horas de la madrugada. Pertenecía a la familia Arranz Sanz, que regentaba varios locales similares en la ciudad y el establecimiento cumplía con la normativa de seguridad. El domingo 6 de octubre de 1996, a las 06:15 horas, se desató un incendio en la discoteca, situada en un sótano al que se accedía por unas escaleras. En esos momentos la discoteca se encontraba cerrando sus puertas.
Las causas del incendio no llegaron a esclarecerse de manera oficial, pero varios testigos afirmaron que el fuego pudo deberse a una colilla o un papel prendido bajo unos sillones o a un problema con el panel de interruptores.
El fuego provocó la muerte de cuatro personas. Fallecieron dos mujeres que se encontraban en el local al desatarse el incendio: una clienta y la empleada del guardarropa. Posteriormente, en las labores de rescate, perdieron la vida dos bomberos al inhalar monóxido de carbono. Un cliente resultó herido grave con quemaduras en el 54 % de su cuerpo y un bombero resultó herido leve por quemaduras en una mano y una oreja.
El Ayuntamiento de Valladolid declaró dos días de luto oficial a raíz del suceso. Los funerales, celebrados en las iglesias de San Benito el Real y de Nuestra Señora del Carmen, movilizaron a 3000 personas.